# Tomáš Gulda
Tomáš Gulda (* 17. November 1989 in Opava, Tschechoslowakei) ist ein deutsch-tschechischer Eishockeyspieler, der seit 2023 beim Deggendorfer SC in der Oberliga Süd unter Vertrag steht.

## Karriere
Gulda begann seine Eishockeykarriere in seiner Geburtsstadt Opava beim dortigen Eishockeyverein HC Slezan Opava. Er durchlief die Jugendmannschaften und spielte sich über die U18- und U20-Auswahlen in die 1. Mannschaft, wo er in der Saison 2008/09 nach 43 U20-Einsätzen jedoch nur vier Spiele in der dritthöchsten tschechischen Liga 2. liga absolvierte. In der Saison 2009/10 wechselte Gulda nach Deutschland zum ERC Sonthofen 1999, welcher in der vierthöchsten deutschen Liga und gleichzeitig höchsten deutschen Amateurklasse Bayerns, der Bayernliga spielte. 
Ab der Saison 2010/2011 wurde Gulda von den Lausitzer Füchsen als Förderlizenzspieler verpflichtet und kam neben seinen Einsätzen in der 2. Eishockey-Bundesliga zu wenigen Einsätzen bei den EHC Jonsdorfer Falken in der Oberliga-Ost.
Zur Saison 2012/2013 wechselte er zu den Bietigheim Steelers in die 2. Eishockey-Bundesliga und spielte dort eine Saison, ehe es ihn zur Saison 2013/2014 zu den EC Kassel Huskies in die Oberliga-West verschlug.
Für die Saison 2014/2015 kehrte er zurück zu seiner ersten Station in Deutschland dem ERC Sonthofen, für den er in der Oberliga-Süd die Schlittschuhe schnürte. 
Ab der Saison 2015/16 lief Gulda für den EV Regensburg in der Oberliga Süd auf und schaffte mit diesem 2022 den Aufstieg in die DEL2. Nach einem Jahr in dieser entschloss er sich zu einem Wechsel zum Deggendorfer SC.

## Erfolge und Auszeichnungen
- 2013 DEB-Pokal-Sieger  mit dem SC Bietigheim-Bissingen

## Karrierestatistik
(Legende zur Spielerstatistik: Sp oder GP = absolvierte Spiele; T oder G = erzielte Tore; V oder A = erzielte Assists; Pkt oder Pts = erzielte Scorerpunkte; SM oder PIM = erhaltene Strafminuten; +/− = Plus/Minus-Bilanz; PP = erzielte Überzahltore; SH = erzielte Unterzahltore; GW = erzielte Siegtore; 1 Play-downs/Relegation; Kursiv: Statistik nicht vollständig)

## Familie
Sowohl sein Onkel Peter Gulda als auch sein Cousin Petr Gulda sind erfolgreiche Eishockeyspieler. Ersterer spielte bei der Weltmeisterschaft 1994 für Deutschland. Mit seinem Cousin spielte er 2010/11 gemeinsam bei den Lausitzer Füchsen.